# Resolution 1924 des UN-Sicherheitsrates
Die Resolution 1924 des UN-Sicherheitsrates ist eine Resolution, die der Sicherheitsrat der Vereinten Nationen in der 6323. Sitzung am 27. Mai 2010 einstimmig beschloss. Sie beschäftigte sich mit der Situation in der Elfenbeinküste und verlängerte das Mandat der Opération des Nations Unies en Côte d’Ivoire (ONUCI).

## Hintergrund
Vor den Präsidentschaftswahlen 2010, deren erste Runde am 31. Oktober 2010 geplant war, stellte sich die Situation in der Elfenbeinküste gespannt dar. Die Wahl war ursprünglich für 2005 vorgesehen, wurde seitdem aber mehrfach verschoben.
Im Land bestand eine faktische Teilung. Die Rebellen der Forces Nouvelles de Côte d’Ivoire (FN) hielten den Nordteil und Regierungstruppen beherrschten den Südteil der Elfenbeinküste. Die Teilung des Landes war das Ergebnis des zwischen 2002 und 2007 herrschenden Bürgerkrieges in der Elfenbeinküste, zu dessen Vorgeschichte wiederum der Ausschluss von Kandidaten und Wählern mit Migrationshintergrund aus den nördlichen Nachbarstaaten der Elfenbeinküste u. a. bei den Präsidentschaftswahlen in der Elfenbeinküste 1995 und 2000 gehört.
Die ONUCI bestand seit 4. April 2004  war berechtigt zum Schutz der Zivilbevölkerung von der Waffe Gebrauch zu machen. Sie hatte ein Mandat zur Unterbindung der Feindseligkeiten und der Bewegung bewaffneter Verbände im Land. Danach folgten Entwaffnung, Demobilisierung und Reintegrierung der Kämpfer, die Vernichtung aller Waffen sowie die Repatriierung und Wiederansiedlung der Zivilbevölkerung. Außerdem gehörte die Unterstützung durch humanitäre Hilfe, die Reorganisation staatlicher Verwaltung, die Organisation offener, freier, fairer und transparenter Wahlen, die Aufrechterhaltung der öffentlichen Ordnung, die Einhaltung der Menschenrechte und die Zugänglichmachung von öffentlichen Informationen zu ihren Aufgaben.

## Inhalt
Der Sicherheitsrat bezog sich auf die früheren Resolutionen 1911 (28. Januar 2010), 1893 (27. Mai 2010) und die Aussagen seines Präsidenten zur Situation an der Elfenbeinküste. Außerdem bezog er sich auf die Resolution 1885 (15. September 2009) zur Situation in Liberia.
Die Sicherheitsratsmitglieder stellten fest, dass die Situation in der Elfenbeinküste immer noch „eine Bedrohung des Weltfriedens und der internationalen Sicherheit in der Region darstellte“.
Das Mandat der ONUCI wurde, ebenso wie die Anweisung an die französischen Truppen, die ONUCI zu unterstützen, bis zum 30. Juni 2010 verlängert.
Der Sicherheitsrat beschloss außerdem, in der Sache weiter aktiv zu bleiben.